# Зайденберг, Янник
Янник За́йденберг (нем. Yannic Seidenberg; род. 11 января 1984, Филлинген-Швеннинген, Германия) — немецкий хоккеист, нападающий и защитник. Игрок сборной Германии по хоккею с шайбой.

## Биография
Родился в городе Филлинген-Швеннинген в 1984 году. Старший брат — Деннис Зайденберг, также хоккеист. С 2000 по 2002 год выступал в Молодежном чемпионате Германии за вторую команду «Адлер Мангейм». В сезоне 2001/02 дебютировал в высшей лиге Германии за основную команду. Выступал за клуб с 2002 по 2004 года, стал вице-чемпионом страны. В сезоне 2003/04 выступал в Западной хоккейной лиге за канадскую команду «Медисин-Хат Тайгерс», стал обладателем Президентского кубка.
В следующем сезоне вернулся в Германию, где играл за кёльнскую команду «Кёльнер Хайе». С 2005 по 2009 год — нападающий «Ингольштадта», с 2009 по 2013 год — выступал в родном «Адлере». В 2013 году стал игроком мюнхенского «Ред Булла». В составе команды завоевал две золотых медали чемпионата Германии.
Выступал в молодёжных и юниорских первенствах мира за команду Германии. В 2006 году дебютировал за основную сборную Германии в первом дивизионе чемпионата мира по хоккею с шайбой.